# Стара православна црква (Сарајево)
Црква Св. Арханђела Михаила и Гаврила у народу позната као Стара православна црква или Стара црква на Башчаршији је храм Српске православне цркве који се налази у Сарајеву. Припада дабробосанској митрополији. Црква је посвећена Арханђелу Михаилу и Гаврилу, а подигнута је у 14. вијеку.
Проглашена за национални споменик Босне и Херцеговине и представља најстарији и један од највреднијих културно-историјских споменика Сарајева. Налази се недалеко од Башчаршије, односно у старом дијелу Башчаршије који је урбанизован за вријеме аустроугарске управе током исправка тока ријеке Миљацке.

## Историја
По археолошким подацима Стара српска православна црква Св. Архангела Михаила у Сарајеву потиче из средњег вијека. Писани подаци о тачном времену градње нису сачувани. Црква се према археолошким подацима датира у 15. вијек. У првом турском дефтеру из 1468. године каже се да у Сарајеву имају 42 муслиманске, 103 хришћанске и осам дубровачких кућа. Вјероватно је тако јако хришћанско насеље имало богомољу. У другом дефтеру из 1489. године помиње се Ђуро, син поповски, што указује да је у Сарајеву у то време био свештеник и црква. Ктитор цркве није познат, а народно предање је приписује Андријашу, брату Краљевића Марка. Први сачувани спис који помиње цркву је из 1539. године, но претпоставља се да је изграђена на темељима једне још старије цркве. Одликује је стил средњовјековних српско-византијских грађевина.
У 16. вијеку има више података о свештеницима цркве, а у 17. вијеку страдала је од пожара три пута. Пошто су саниране последице послиједњег пожара из 1656. године цркви је поклоњен полијелеј, два камена свијећњака пред олтаром и нови дрвени иконостас у резбарији. Црква је крајем 17. вијека опљачкана приликом провале Еугена Савојског у Босну и Сарајево.
У наредном вијеку црква је два пута оштећена у пожарима прво 1724, а затим и 1788. године. Послије првог пожара обновљена је 1730, а 1734. године, обновљен је доњи дио иконостаса. У другом пожару изгорио је кров цркве, који је поправљен 1793. године.
Централни дио окружен је луковима и галеријом. Звоник је дограђен након престанка османлијске владавине 1883. године, а реконструисан 1960. године, када је добио данашњи изглед. У унутрашњем дворишту налази се музеј са вриједном збирке икона из времена од XIII до XIX века, бројни рукописи, литургијски и уметнички експонати.

## Галерија
- Натпис о историјату оснивања цркве
- Иконостас
- Стара црква
- Стара црква
- Стара црква
- Стара црква
- Стара црква
- Икона Благовести из Музеја икона у склопу цркве